# Seggio compensativo
Il metodo dei seggi compensativi (in danese Tillægsmandat, in svedese Utjämningsmandat, in norvegese Utjevningsmandater, in islandese Jöfnunarsæti, in tedesco Ausgleichsmandat) è un meccanismo elettorale impiegato nei paesi scandinavi ed in Islanda per le elezioni parlamentari di livello nazionale. Dal 2013 al 2023, anche la legge elettorale della Germania lo prevedeva.
Lo scopo dei seggi compensativi è quello di assicurare a ciascun partito un numero di seggi proporzionale ai voti ottenuti a livello nazionale, senza fare ricorso così a seggi addizionali.

## Danimarca
Nel 1915, la Danimarca ha introdotto per la prima volta i seggi compensativi per le elezioni parlamentari di livello nazionale. Sino ad allora, si procedeva invece con un frazionamento dei seggi esistenti. Attualmente il Parlamento danese comprende 135 seggi ordinari e 40 seggi compensativi, nonché 4 seggi per il Nord Atlantico, assegnati separatamente alle Fær Øer e alla Groenlandia (che non sono considerati parte integrante del sistema elettorale danese). I seggi compensativi si affiancano ai seggi ordinari che sono invece distribuiti con metodo proporzionale in ciascuna contea. Ai partiti che ottengono almeno il 2% dei voti vengono garantiti tanti seggi compensativi quanti ne sono necessari per far sì che il numero totale dei seggi sia proporzionale ai voti ottenuti da ciascun partito a livello nazionale.

## Islanda
In Islanda, Il Parlamento islandese adotta il metodo dei seggi compensativi sin dal 1934.

## Svezia
Fin dal 1970, la Svezia ha fatto ricorso ai seggi compensativi per le proprie elezioni sia a livello parlamentare che per i propri Consigli di Contea. I seggi compensativi sono riservati a tutti i partiti che ottengono almeno il 4% dei voti alle elezioni parlamentari. Alle elezioni locali, invece, i seggi compensativi sono riservati a tutti i partiti che ottengono almeno il 3% dei voti. Dal 2018 il metodo dei seggi compensativi verrà utilizzato anche per le elezioni comunali di tutte quelle Municipalità in cui sia presente più di un distretto elettorale.

### Sistema di allocazione dei seggi a livello nazionale
Dei 349 seggi del Parlamento svedese (Riksdag), 310 sono ordinari e 39 sono compensativi. I 310 seggi ordinari sono distribuiti in 29 distretti elettorali (valkretsar) in base al metodo dei più ampi resti (cosiddetto Metodo Hare). La distribuzione dei seggi si suddivide in quattro fasi. 
Nella prima fase, i seggi ordinari vengono distribuiti in ciascun distretto secondo il metodo Sainte-Laguë (jämkade uddatalsmetoden) con il primo divisore corretto a 1.2 (1.4 per le elezioni antecedenti al 2018). Solo i partiti che raggiungono almeno il 4% a livello nazionale o il 12% dei voti in un singolo distretto possono partecipare alla distribuzione dei seggi. 
In una seconda fase, i 349 seggi sono distribuiti attraverso un calcolo basato sul totale dei voti a livello nazionale. In questa fase di distribuzione vengono inclusi solo i partiti che hanno ricevuto più del 4% dei voti a livello nazionale e non anche quelli che hanno raggiunto il 12% a livello di distretto. 
Nella terza fase, si tiene conto dei seggi ordinari assegnati e si verifica se la distribuzione rispecchia la proporzione del voto a livello nazionale. Se un partito ha ricevuto più seggi ordinari di quelli che dovrebbe avere in base al suo peso proporzionale a livello nazionale, i seggi compensativi vengono redistribuiti a favore del partito che ha il secondo più alto quoziente.
Nella quarta e ultima fase, i seggi compensativi ricevuti da ogni partito vengono distribuiti per distretto elettorale. Attraverso l'applicazione del metodo Sainte-Laguë si rileva un quoziente per ogni partito e per ciascun distretto, il cosiddetto "numero compensativo", (jämförelsetal) che è determinato dal numero di voti del distretto diviso per (2n+1), dove n è il numero di seggi da assegnare. Al distretto in cui il partito ha il più alto quoziente viene assegnano un seggio compensativo. Prima di assegnare il successivo seggio compensativo, si calcola un nuovo quoziente sottraendo i voti del partito del distretto in cui è stato assegnato il primo seggio compensativo. In teoria un distretto può ricevere più di un seggio compensativo. 

### Sistema di allocazione dei seggi a livello di contea
Alle elezioni locali per i Consigli di Contea, si segue il medesimo procedimento, ma solo i partiti che hanno ricevuto più del 3% dei voti nella contea vengono ammessi alla distribuzione dei seggi. Non si applica la clausola del 12% prevista a livello nazionale e non vi sono altre possibilità di compensazione per i partiti che si trovano al di sotto della soglia stabilita. L'ammontare dei seggi compensativi è pari a 1/10 dei seggi del Consiglio di contea. Se 1/10 dei seggi non corrisponde a un numero intero (cosa che si verifica sempre perché il numero dei seggi dei consigli di contea è sempre dispari), la frazione è sempre aggiustata per eccesso. In tal modo, ad esempio, un Consiglio di contea con 51 seggi sarà composto da 45 seggi ordinari e 6 seggi compensativi.

## Norvegia
I seggi compensativi sono stati introdotti in Norvegia alle elezioni parlamentari del 1989, allorquando ne furono assegnati 8 (uno per ciascuna contea). Attualmente, il sistema dei seggi compensativi segue i seguenti principi:
- per poter ottenere un seggio compensativo, un partito deve ottenere almeno il 4% dei voti (soglia di sbarramento) a livello nazionale. Un partito può ottenere un numero di voti sufficiente per ottenere un seggio in una data contea pur non avendo voti sufficienti per poter ottenere invece alcun seggio compensativo.
- Il numero di deputati eletti per contea è determinato in funzione del totale della popolazione di contea. Così, nella contea di Finnmark sono necessari meno voti (7.409 nel 2005) per eleggere un deputato rispetto a Oslo (18.167 nel 2005).
- Di 169 deputati, 150 sono eletti direttamente nella contea. Ciò significa che un partito che raggiunge il 40% dei voti popolari in una contea, ottiene anche il 40% del totale del numero dei deputati di quella contea.
- I rimanenti 19 deputati sono allocati nel numero di uno per ciascuna contea, ma sono eletti sulla base dei risultati elettorali a livello nazionale e assegnati ai soli partiti che hanno raggiunto a livello nazionale almeno il 4% dei voti. Il risultato è che ogni deputato rappresenta approssimativamente un numero eguale di elettori.

Alle elezioni del 2005, il numero di voti necessari per ciascun partito per ottenere un seggio non è stato molto dissimile tra partito e partito. Il partito maggiore, il Partito dei lavoratori norvegese, aveva avuto bisogno di 14.139 voti per ottenere un deputato, mentre il partito più piccolo, i Cristiano Democratici aveva avuto bisogno invece di soli 16.262 voti, poco più di 2000 in più. A livello di contea, tuttavia, vi sono state maggiori disparità: nella contea di Sogn og Fjordane il Partito Liberale ha eletto un proprio deputato con solo 3.503 voti, mentre nella contea di Akershus, il Partito Socialista di Sinistra ha avuto bisogno di 22.555 voti per eleggere un proprio deputato.

### Allocazione dei seggi compensativi
L'allocazione dei seggi compensativi in Norvegia è un processo piuttosto complesso. In primo luogo, i seggi compensativi sono distribuiti tra i partiti. In secondo luogo si procede a una redistribuzione per contea.

#### Allocazione tra partiti
1. Per la distribuzione dei 169 seggi viene adoperato il metodo Sainte-Laguë. Se un partito non raggiunge la soglia di sbarramento, può comunque ottenere seggi e mantenerli, anche se il numero di seggi da redistribuire viene ridotto conseguentemente. Nel 2009, il Partito Liberale non ha raggiunto la soglia di sbarramento ma ha comunque ottenuto due seggi. In tal modo, la distribuzione dei seggi e dei seggi compensativi è stata effettuata su una base di 167 seggi.
2. Se un partito ha già ottenuto più seggi di quelli che avrebbe dovuto ottenere in base alla distribuzione proporzionale, il partito mantiene i seggi in eccesso ma non può ottenere alcun seggio compensativo. In quel caso, si effettua la redistribuzione solo tra i partiti eleggibili per i seggi compensativi. Nel 2009, il Partito Laburista avrebbe dovuto ottenere 63 seggi in totale in base al peso del suo voto a livello nazionale, ma ne ottenne invece 64. Questi seggi sono stati esclusi pertanto dalla redistribuzione che è stata effettuata sulla base dei rimanenti 103 seggi tra il Partito del Progresso, il Partito Conservatore, i Cristiano Democratici, il Partito Centrista e il Partito Socialista di Sinistra.
3. Una volta che viene stabilita la base per la distribuzione, il numero dei seggi compensativi viene calcolato come il numero ideale di seggi da assegnare al partito meno il numero dei seggi già ottenuti da quel partito in ciascuna contea.

#### Allocazione tra le contee
Per determinare la contea in cui ciascun partito otterrà i propri seggi compensativi si segue il seguente processo:
1. Per ogni contea e per ogni partito ammesso alla distribuzione, si utilizza il quoziente inutilizzato nella distribuzione dei seggi ordinari. Se il partito non ha ricevuto ancora seggi in quella contea, il quoziente è uguale al numero dei voti che il partito ha ricevuto in quella contea. Se il partito ha già vinto un mandato in quel seggio, il quoziente è il numero dei voti ricevuti in quella contea diviso 3; se il partito ha già ottenuto due seggi in quella contea, il quoziente è il numero dei voti diviso per 5 e così via.
2. Il quoziente per ciascuna contea e ciascun partito è diviso dal numero totale dei voti per tutti i partiti in quella contea e moltiplicato per il numero dei seggi ordinari allocati in quella contea. Si determina così una tabella delle frazioni per ogni contea e per ogni partito.
3. Il primo seggio compensativo va alla contea e al partito che corrisponde alla più alta frazione della tabella. Il secondo seggio compensativo va alla contea e al partito che corrispondono alla frazione successiva della tabella e così via. Ogni volta che un seggio compensativo è stato assegnato, le rimanenti frazioni per le contee che hanno assegnato il seggio compensativo sono sottratte dalla successiva distribuzione. Una volta che un partito ha ricevuto tutti i seggi compensativi che gli devono essere assegnati, le rimanenti frazioni di quel partito sono parimenti sottratte dalla distribuzione. Si procede in tal modo fino a quando tutti i 19 seggi compensativi sono stati assegnati.

### Criticità
Il metodo per assegnare i seggi compensativi generalmente premia i candidati che hanno ottenuto un buon risultato a livello di contea. Tuttavia, la seconda fase di distribuzione a livello di contea può compensare altri candidati che hanno ricevuto meno voti a livello di contea e dunque risultano meno rappresentativi (in teoria è possibile che un partito riceva seggi compensativi in una contea dove non ha ricevuto alcun voto o anche in una contea in cui non ha candidati, uno scenario che non è disciplinato dalla legislazione elettorale norvegese). Un esempio in tal senso è emerso nel 2005, quanto Vera Lysklætt del Partito Liberale ha ricevuto l'ultimo seggio compensativo, nella contea di Finnmark, con soli 826 voti. In questo modo, il partito ha ottenuto il 20% dei seggi di quella contea con appena il 2% dei voti.
Alle elezioni del 2009, un errore nel software di calcolo per l'allocazione dei voti ha assegnato un seggio compensativo al partito sbagliato. Ciò ha fatto sì che il risultato cambiasse in altre due contee, costringendo a un ricalcolo dei voti sino a quando la redistribuzione è stata finalmente completata. Mette Hanekamhaug ha ottenuto infine il seggio.

## Germania
Nel febbraio del 2013, la Germania ha adottato un provvedimento per creare seggi compensativi a livello nazionale al fine di scongiurare l'effetto del "voto negativo". I seggi compensativi si affiancano così ai seggi aggiuntivi già assegnati a livello di Stato federato previsti dal sistema elettorale nazionale.
Sono stati aboliti nel 2023.